# Movimento Espanhol Sindicalista
O Movimento Espanhol Sindicalista (em espanhol: Movimiento Español Sindicalista), também conhecido pela sigla MES, foi um movimento político espanhol de extrema direita, antecessor da Falange.

## História
O movimento surgiu na primavera de 1933,, mas outras fontes sugerem que a criação do movimento ocorreu no no verão de 1933. foi fundada por José Antonio Primo de Rivera juntamente com o escritor Rafael Sánchez Mazas e o aviador Julio Ruiz de Alda. Outros que fizeram parte do MES foram Dionisio Ridruejo, Alfonso García Valdecasas, [[Manuel Sarrión] ] e Andrés de la Cuerda. Os membros do MES reconheceram abertamente serem fascistas, e em fato o movimento começou a ficar conhecido em sua propaganda como o Movimento Sindicalista Espanhol-Fascismo Espanhol (MES-FE). No entanto, logo ficou claro que a iniciativa tomou conta da cena política e teve pouco sucesso. Em agosto de 1933 Primo de Rivera assinou o chamado "Pacto de El Escorial" com os setores monárquicos, pelo qual foi alcançado um pacto entre monarquistas e o MES-FE. Em 29 de outubro 1933, em plena campanha eleitoral, o MES realizou uma reunião no Teatro de la Comedia em Madrid, que constituiu um refundação do movimento, renomeado Falange Espanhola.